# Zavorra umana
Zavorra umana è un film muto italiano del 1919 diretto da Gustavo Zaremba de Jaracewsky.